# Magdalena Adamowicz

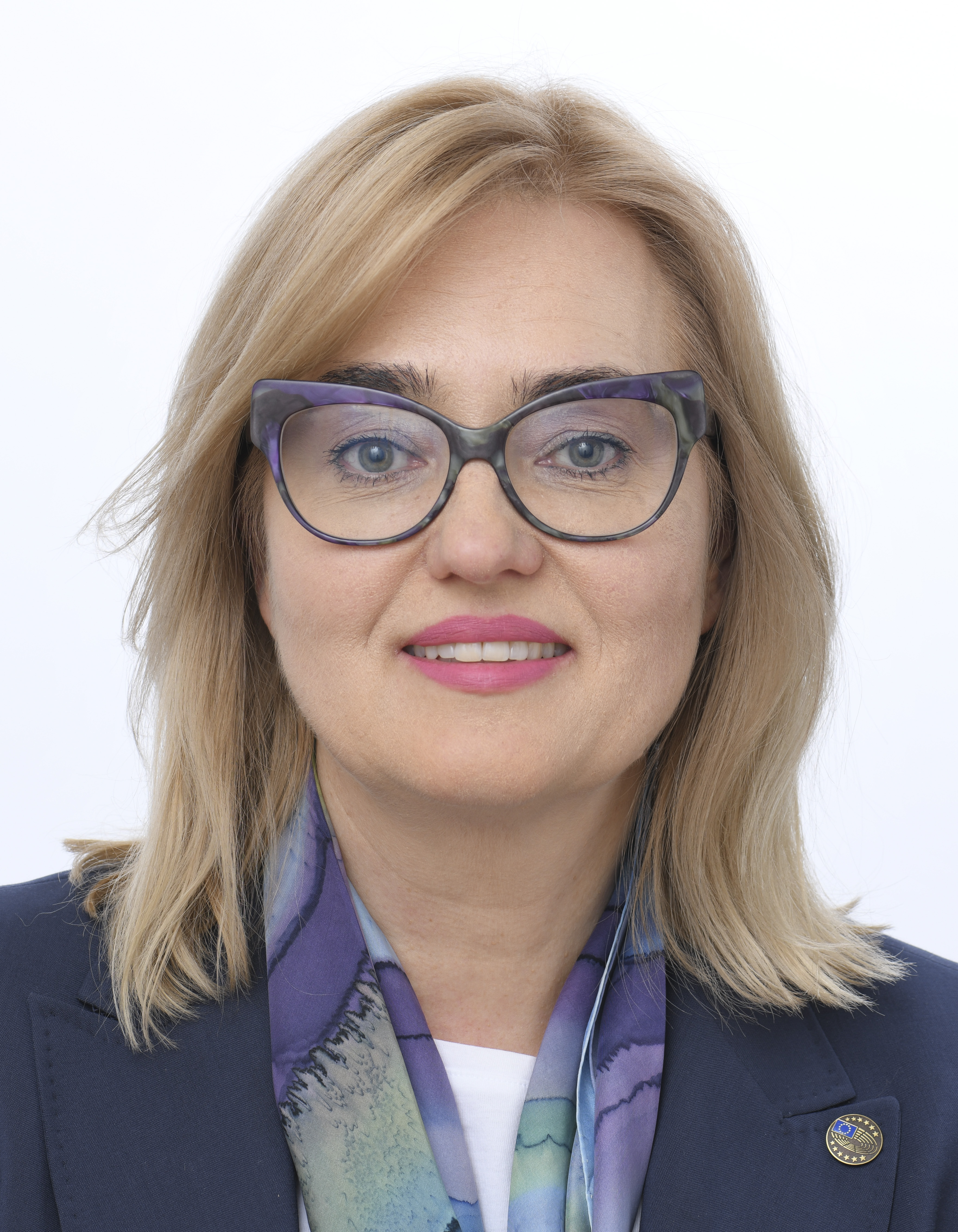
Magdalena Adamowicz (2024)

Magdalena Adamowicz (* 10. April 1973 in Słupsk; geborene Abramska) ist eine polnische Hochschullehrerin und Politikerin. Seit dem 2. Juli 2019 ist sie parteiloses Mitglied des Europäischen Parlaments (Fraktion der Europäischen Volkspartei).
Als Witwe des im Januar 2019 ermordeten Danziger Stadtpräsidenten Paweł Adamowicz setzt sie sich gegen die politische Spaltung der polnischen Gesellschaft ein.

## Leben
Magdalena Abramska wuchs in Słupsk (deutsch Stolp) auf. Sie besuchte dort das Lyceum und studierte anschließend Rechtswissenschaften an den Universitäten Danzig, Bonn und Cambridge. Nach ihrer Promotion 2003 spezialisierte sie sich im Bereich des Seerechts.
Nach der Ermordung ihres Mannes trat Magdalena Adamowicz als parteilose Kandidatin bei der Europawahl 2019 an. Ihre Wahl wurde durch die Bürgerplattform (Platforma Obywatelska, PO) unterstützt. Adamowicz gehörte in der Legislaturperiode 2019–2024 im Europaparlament der Delegation für die Beziehungen zu Südafrika an und saß im Ausschuss der Delegationen sowie im Komitee für Transport und Tourismus. Sie ist in der Legislaturperiode 2024–2029 Mitglied im Ausschuss für bürgerliche Freiheiten, Justiz und Inneres und stellvertretendes Mitglied im Ausschuss für Verkehr und Tourismus, im Fischereiausschuss und im Rechtsausschuss. Zudem ist sie Mitglied der Delegation für die Beziehungen zu den Ländern Südasiens.

## Familie
Adamowicz war seit 1999 mit Paweł Adamowicz (1965–2019) verheiratet, einem Juristen, der seit 1998 Stadtpräsident von Danzig war. Aus der Ehe gingen zwei Töchter (* 2003 und 2010) hervor.
Ihre Schwester Beata ist mit Maciej Glamowski verheiratet, der 2018 zum Stadtpräsidenten von Grudziądz (Graudenz) gewählt wurde.

## Schriften (Auswahl)
Mit Justyna Nawrot (Hrsg.): Europeizacja prawa morskiego. Gdańsk 2016, ISBN 978-83-88445-62-0.